# 岩崎隆 (大蔵官僚)
岩崎隆（いわさき たかし、1931年9月10日 - ）は日本の大蔵官僚。関東財務局長、第二地方銀行協会副会長兼専務理事などを歴任。

## 来歴
長崎県出身。東京大学法学部卒業。1956年 大蔵省入省（為替局資金課）。1963年7月 富田林税務署長。主計局総務課長補佐、主計局主計官補佐（文部係主査）などを経て、1971年7月 熊本県企画開発部長。主計局主計企画官（調整担当）、主計局調査課長、主計局主計官（防衛担当）を務め、1977年6月27日 経済企画庁総合計画局計画課長。1979年8月7日 関税局企画課長。1980年6月17日 関税局総務課長兼関税局企画課長兼関税局国際第一課長。同年6月25日 関税局総務課長。1981年5月20日 関税局総務課長兼関税局国際第一課長。1981年6月26日 九州国税局長。1982年6月1日 大臣官房審議官（大臣官房担当）兼財務研修所長。1983年6月7日 関東財務局長。1984年6月18日 退官。同年7月 宇宙開発事業団理事。1986年7月 社団法人全国相互銀行協会専務理事。1989年2月 第二地方銀行協会副会長兼専務理事。

## 略歴
- 1956年4月：大蔵省入省（為替局資金課）[2]。
- 1961年7月：主計局総務課資料係長[4]。
- 1962年7月：主計局調査課調査係長[5]。
- 1963年7月：富田林税務署長。
- 1964年7月：防衛庁経理局会計課。
- 1966年8月：主計局総務課長補佐。
- 1967年：主計局法規課長補佐。
- 1969年8月：主計局主計官補佐（文部係主査）。
- 1971年7月：熊本県企画開発部長。
- 1973年7月9日：大臣官房文書課能率専門官。
- 1973年11月26日：主計局主計企画官（調整担当）[3]。
- 1975年7月17日：主計局調査課長。
- 1976年7月22日：主計局主計官（防衛担当）。
- 1977年6月27日：経済企画庁総合計画局計画課長。
- 1979年8月7日：関税局企画課長。
- 1980年6月17日：関税局総務課長 兼 関税局企画課長 兼 関税局国際第一課長。
- 1980年6月25日：関税局総務課長。
- 1981年5月20日：関税局総務課長 兼 関税局国際第一課長。
- 1981年6月26日：九州国税局長。
- 1982年6月1日：大臣官房審議官（大臣官房担当） 兼 財務研修所長。
- 1983年6月7日：関東財務局長。
- 1984年6月18日：退官。